# Tinodes conjunctus
Tinodes conjunctus är en nattsländeart som beskrevs av Martynov 1913. Tinodes conjunctus ingår i släktet Tinodes och familjen tunnelnattsländor. Inga underarter finns listade i Catalogue of Life.